# Lamborghini Miura
El Lamborghini Miura es un automóvil deportivo producido por la empresa italiana Lamborghini entre 1966 y 1972. Su diseño estaba inspirado en los sport prototipos de la época, como el Ford GT40 y el Ferrari 250 LM. El Miura revolucionó el concepto de automóvil deportivo por sus características técnicas y la radicalidad de su diseño, dando pie al concepto de superdeportivo.

## Historia
El Miura comenzó como un concepto de chasis de motor central trasero transversal  y estructura muy rígida y ultraligera, algo nuevo para automóviles de calle en esos años. Existiendo ya un chasis sin nombre, que había sido expuesto en el Salón del Automóvil de Turín en 1965 (y con gran aceptación), la marca encargó la realización de la carrocería a la empresa Bertone. El encargado final de diseñar el Miura fue Marcello Gandini, un joven diseñador de 25 años que trabajaba para esa empresa. El nombre fue tomado de la tauromaquia: Miura es el nombre de una de las más conocidas ganaderías de toros de lidia.

## Versiones

### Miura P400
El primer Miura, llamado P400, fue presentado en el Salón de Ginebra en marzo de 1966. Estaba equipado con un motor V12 de 3,9 litros. Luego los P400 serían conocidos como Posterior 4 litre, dado el aumento en el tamaño del motor de los modelos siguientes. Entre 1966 y 1969 fueron producidas 475 unidades del Miura P400.

### Miura P400S
El Miura P400S, también conocido como "Miura S", fue presentado en el Salón del Automóvil de Ginebra en marzo de 1969. Es una evolución del P400 con pequeños ajustes en su apariencia y aumento en la potencia del motor de 350 a 370 CV. Se fabricaron 140 unidades entre 1969 y 1971.

### Miura P400SV

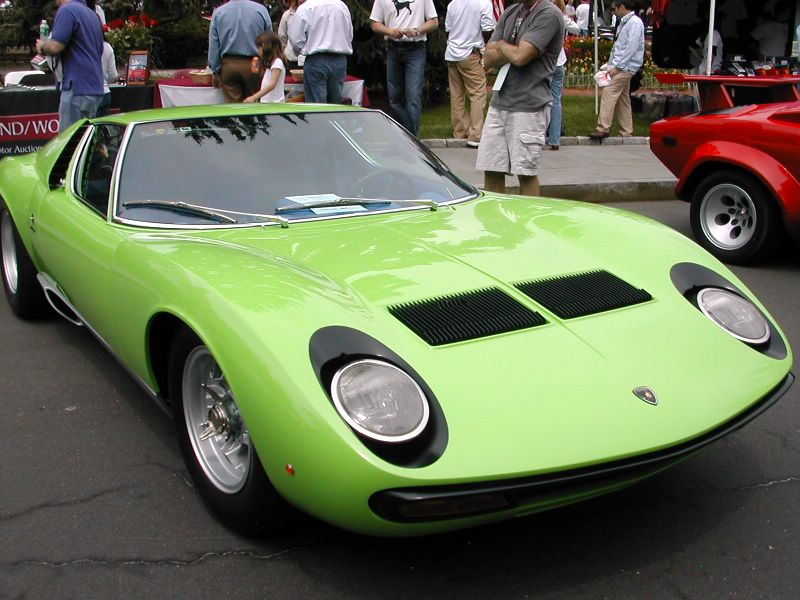
Lamborghini Miura P400SV

La nueva evolución impulsada entre otras cosas por las numerosas falencias del P400, fundamentalmente aerodinámicas, y por su entrada en el mercado estadounidense a finales de los años sesenta. El resultado se presentó en el Salón del Automóvil de Ginebra en 1971, y constaba de revisiones en la carrocería y chasis, como asimismo un aumento en la potencia del motor a 385 CV (380 HP; 283 kW).
En el exterior, la diferencia más notable fue el abultamiento de los pasos de rueda traseros, tuvieron que ensancharse 13 cm (5,1 plg) en comparación con el modelo S, ya que el Miura SV estaba equipado con los nuevos Pirelli. Posteriormente, la geometría de la suspensión se cambió de triángulos inferiores a cuadriláteros inferiores, debido a estos neumáticos nuevos. La vía tuvo que ser ensanchada, lo que necesitó que los arcos de las ruedas fueran rediseñados, haciendo que el Miura SV se viera aún más intimidante. Se retiró la parrilla alrededor de los faros delanteros y las entradas de aire delanteras fueron diferentes, el interior se tapizó en cuero real, ya que solía ser un vinilo con aspecto de cuero en el Miura anterior, y el aire acondicionado también se volvió estándar.
El Miura SV era el automóvil de producción más rápido que existía en ese momento y seguiría siendo el más rápido, hasta la introducción del Countach, aunque el SV no era más rápido que el S porque los neumáticos más anchos no permitían una velocidad máxima más alta a pesar de un aumento en la potencia. De hecho, el Miura SV no era un verdadero Lamborghini de producción, fue construido solo bajo pedido especial y, por lo tanto, disponible en cantidades muy limitadas, después de estar en producción durante 18 meses.
Varios SV se convirtieron durante su vida, algunos en ediciones SVJ, mientras que otros se han estrellado sin posibilidad de reparación.
Originalmente, la producción del Miura SV se detuvo en octubre de 1973, ya que Ferruccio tuvo la idea de que la gente ya no estaba interesada en el Miura después de ver el prototipo Countach en el mismo salón del automóvil que presentó el Miura SV, el Auto Show de Ginebra de 1971, pero Lamborghini tardaría varios meses más en tener el Countach LP400 disponible para su entrega. Uno de los Miura SV de producción final fue un SV acabado en negro con un interior de tonos claros, que llevaba el chasis número 5110 y fue ordenado por el hijo de Innocenti. Más tarde, el automóvil se vendió a Max Bobnar, miembro del Swiss Lamborghini Club. Este SV tardío todavía está en perfectas condiciones de funcionamiento, mientras que en realidad se terminó en enero de 1973 y, según la documentación oficial de la fábrica, solo se construirían tres Miura más después de esto.
Entre marzo de 1971 y diciembre de 1972, se fabricaron 150 unidades del Miura P400SV.

### Versiones especiales

#### Miura P400 Jota
En 1970 el jefe de desarrollo de Lamborghini, Bob Wallace usó un chasis de Miura para crear un prototipo que cumpliera con el Apéndice J de las regulaciones de carreras de la FIA. El prototipo fue llamado Jota y se construyó un solo automóvil, el cual después de arduas pruebas terminó siendo vendido a un particular. En abril de 1971, el automóvil se estrelló en la carretera de circunvalación aún sin abrir en las afueras de Brescia, y se incendió posteriormente.

#### Miura P400 SV/J

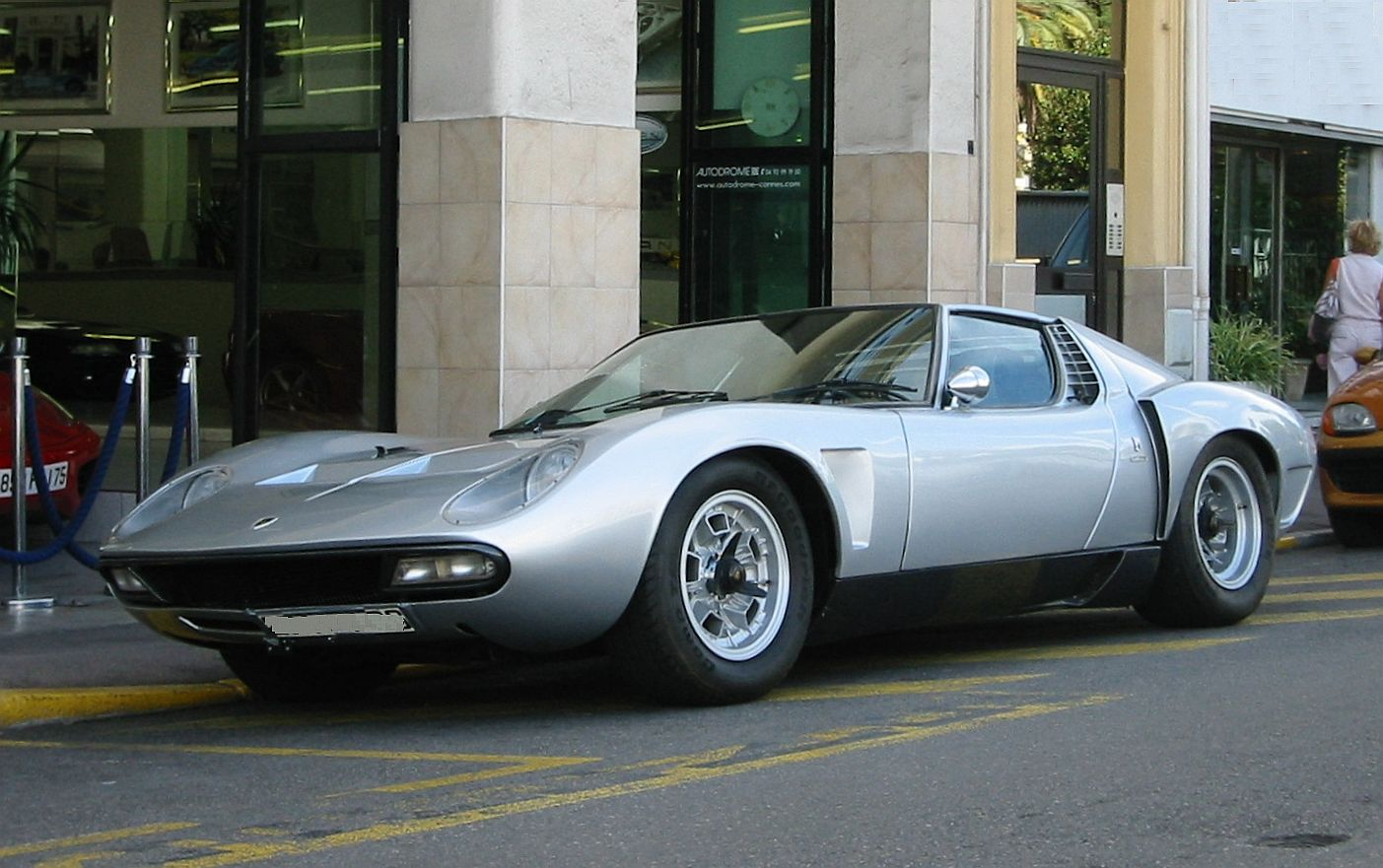
Lamborghini Miura SV/J

Habiendo tomado conocimiento de las prestaciones del Jota, algunos clientes de la firma quisieron tenerlo en su garaje. Lamborghini no estaba dispuesta a afrontar los costos de producción del Jota y ofreció crear una versión mejorada de los SV existentes. Este modelo conocido como SV/J recibió mejoras en su motorización, suspensión y acabados interiores y exteriores.
De las cinco unidades del Miura SV/J construidas por la fábrica mientras el Miura P400SV se encontraba todavía en producción, se construyeron dos nuevas y tres se convirtieron desde SV existentes. Todas aún existen.
Uno de estos automóviles, el chasis #4934, fue construido para el Shah de Irán Mohammad Reza Pahlavi. El Sha mantenía este coche bajo vigilancia armada con otro SV en el Palacio Real, en Teherán. Después de que huyeron del país durante la Revolución iraní, sus coches fueron incautados por el gobierno iraní. El SV/J se vendió en Dubái en 1995. En 1997, este automóvil fue vendido a través de una subasta de Brooks, a Nicolas Cage, por 490.000 dólares, convirtiéndose en el Miura con el precio más alto jamás vendido en una subasta. Cage vendió el coche en el año 2002.
Un sexto SV/J fue construido en la fábrica de Lamborghini entre 1983 y 1987, a partir de un chasis Miura P400S sin usar. Este fue construido para Jean Claude Mimran, uno de los hermanos Mimran, entonces propietario de Lamborghini.
Otros Miura han sido mejorados posteriormente acorde a las especificaciones SV/J (tratando de imitar los SV/J originales) en distintos talleres de Suiza, EE. UU. y Japón.

## El prototipo Miura Concept

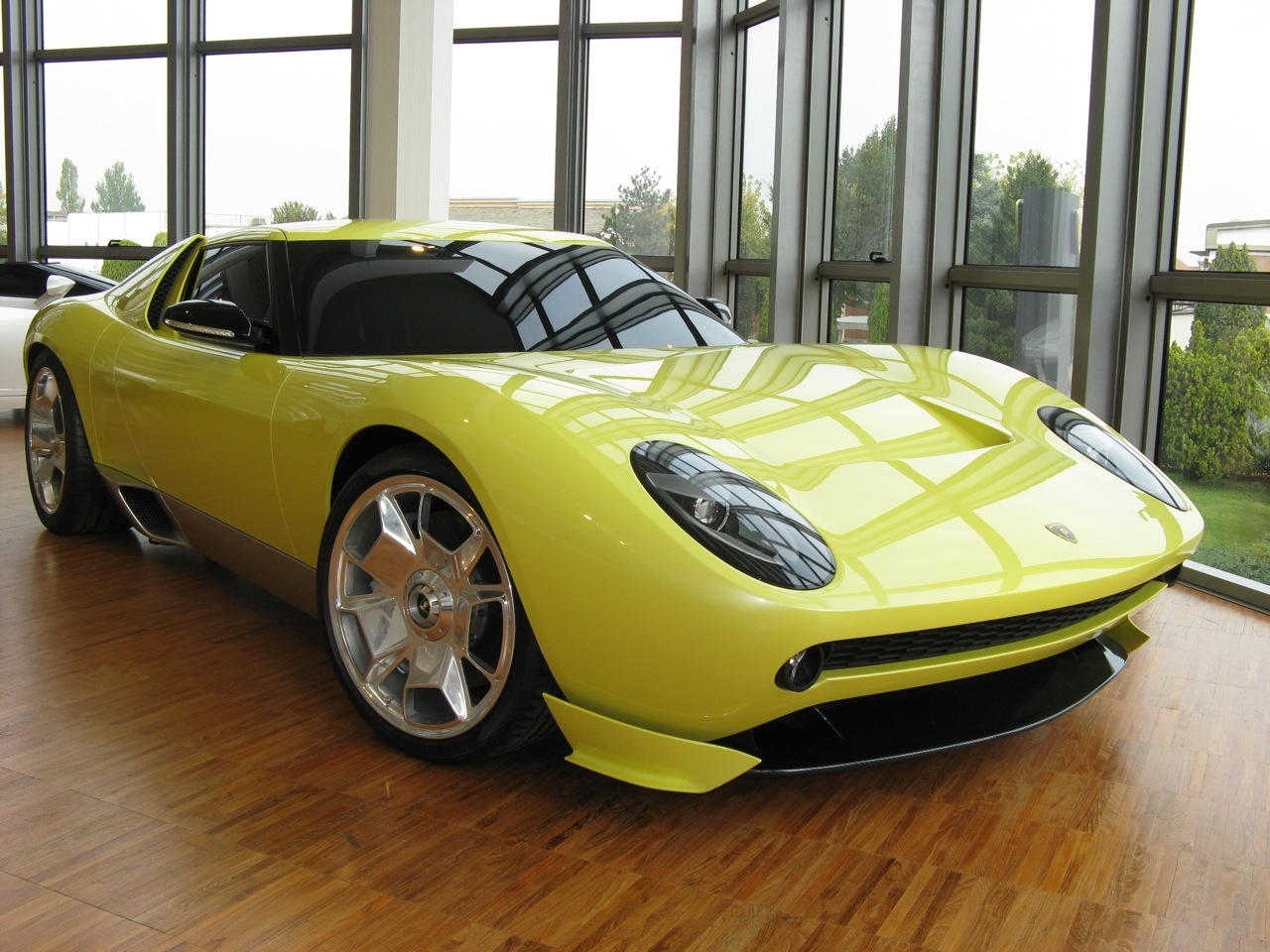
Lamborghini Miura Concept de 2006.

Una versión conmemorativa del Miura fue presentada en el Museo Estadounidense de Televisión y Radio, el 5 de enero de 2006 durante el Salón del Automóvil de Los Ángeles, aunque no estuvo presente en la exposición en sí. En cambio, el Miura Concept Car fue presentado oficialmente en el Salón del Automóvil de Detroit dos semanas después. Fue el primer diseño firmado por el nuevo jefe de diseño de Lamborghini, Walter de Silva, en conmemoración del 40.º aniversario de la aparición del Miura original en el Salón del Automóvil de Ginebra de 1966.
El presidente y CEO de Lamborghini Stefan Winkelmann negó que este prototipo representase el regreso del Miura a la producción, alegando que "el Miura fue una celebración de nuestra historia, pero Lamborghini es sobre el futuro. No estamos aquí para el diseño retro. Así que no vamos a (re)hacer el Miura".

## Especificaciones
| Lamborghini Miura       | P400                                                                             | P400S                                                                            | P400SV                                                                           |
| ----------------------- | -------------------------------------------------------------------------------- | -------------------------------------------------------------------------------- | -------------------------------------------------------------------------------- |
| Producción:             | 475 (1966 - 1969)                                                                | 140 (1969 - 1971)                                                                | 150 (1971 - 1972)                                                                |
| Potencia máxima         | 350 CV (345 HP; 257 kW) a 7000 rpm                                               | 370 CV (365 HP; 272 kW) a 7500 rpm                                               | 385 CV (380 HP; 283 kW) a 7850 rpm                                               |
| Par motor               | 369 N·m (272 lb·pie) a 5100 rpm                                                  | 389 N·m (287 lb·pie) a 5500 rpm                                                  | 400 N·m (295 lb·pie) a 5750 rpm                                                  |
| Relación de compresión: | 9,8:1                                                                            | 10,4:1                                                                           | 10,7:1                                                                           |
| Alimentación:           | 4 carburadores Weber IDL40 3C de 3 gargantas c/u.                                | 4 carburadores Weber IDL40 3C de 3 gargantas c/u.                                | 4 carburadores Weber IDL40 3C de 3 gargantas c/u.                                |
| Distribución:           | Doble árbol de levas en la cabeza, 2 válvulas por cilindro accionadas por cadena | Doble árbol de levas en la cabeza, 2 válvulas por cilindro accionadas por cadena | Doble árbol de levas en la cabeza, 2 válvulas por cilindro accionadas por cadena |
| Características:        | Refrigeración líquida, lubricación por cárter húmedo                             | Refrigeración líquida, lubricación por cárter húmedo                             | Refrigeración líquida, lubricación por cárter húmedo                             |
| Sistema eléctrico:      | 12 voltios                                                                       | 12 voltios                                                                       | 12 voltios                                                                       |
| Neumáticos:             | Pirelli Cinturato 7x15" 205 VR-15                                                | GR70 VR 15                                                                       | 7x15" FR60 VR-15 (del.) 9x15" FR60 VR 15 (tras.)                                 |